# Kälasjön (Hallens socken, Jämtland)
Kälasjön är en sjö i Åre kommun i Jämtland och ingår i Indalsälvens huvudavrinningsområde. Sjön har en area på 0,872 kvadratkilometer och ligger 771,2 meter över havet.

## Delavrinningsområde
Kälasjön ingår i det delavrinningsområde (699910-138246) som SMHI kallar för Utloppet av Kälasjön. Medelhöjden är 794 meter över havet och ytan är 3,07 kvadratkilometer. Räknas de 2 avrinningsområdena uppströms in blir den ackumulerade arean 5,06 kvadratkilometer. Vattendraget som avvattnar avrinningsområdet har biflödesordning 3, vilket innebär att vattnet flödar genom totalt 3 vattendrag innan det når havet efter 333 kilometer. Avrinningsområdet består mestadels av skog (51 procent) och kalfjäll (21 procent). Avrinningsområdet har 0,87 kvadratkilometer vattenytor vilket ger det en sjöprocent på 28,3 procent.